# Indo-Grieken
De Indo-Grieken waren Griekse (hellenistische) veroveraars en kolonisten die zich in delen van het noordwesten van het Indisch subcontinent vestigden in de laatste twee eeuwen voor Christus. Hun kerngebied lag voornamelijk in het gebied rond de Indus  in hedendaags Pakistan. Over de steden in dit gebied werd geregeerd door meer dan 30, vaak in conflict met elkaar zijnde, Griekse koningen, oorspronkelijk afkomstig uit het Grieks-Bactrisch koninkrijk in Centraal-Azië. 

## Geschiedenis
De eerste Griekse koning die over een deel van India heerste was Alexander de Grote, die tussen 327 en 324 v.Chr. Gandhara en grote delen van de Indusvallei onderwierp. De Grieken bedoelden met Indos overigens al het gebied ten zuiden van de Hindoekoesj, inclusief grote delen van het tegenwoordige Afghanistan. Alexander stichtte in deze uithoek van zijn immense rijk steden voor veteranen uit zijn leger. Na de dood van Alexander (in 323 v. Chr.) viel zijn rijk al snel uiteen. Het oostelijke deel kwam onder heerschappij van Seleucus I Nicator te staan, de stichter van de dynastie van de Seleuciden. Seleucus werd echter in 305 v.Chr. verslagen door de Mauryakeizer Chandragupta Maurya. De twee vorsten sloten een vredesverdrag waarbij Seleucus militaire steun van de Maurya's kreeg in zijn conflicten met andere Griekse rijken, in ruil voor erkenning van de Mauryaheerschappij over het gebied ten zuiden van de Hindoekoesj, inclusief de Indusvlakte. Dit gebied, waar Griekse kolonisten en hun nakomelingen woonden, vormde daarna meer dan een eeuw lang een onderdeel van het Mauryarijk. Tijdens deze stabiele periode vermengden de Griekse kolonisten en cultuur zich met de autochtone Indiërs en Indische cultuur. Nadat rond 250 v.Chr. het Grieks-Bactrische rijk (gecentreerd rond Bactrië, tegenwoordig Afghanistan en Oezbekistan) zich van het Seleucidenrijk afsplitste, bleven ook deze Bactrische Grieken goede banden met de Maurya's onderhouden.

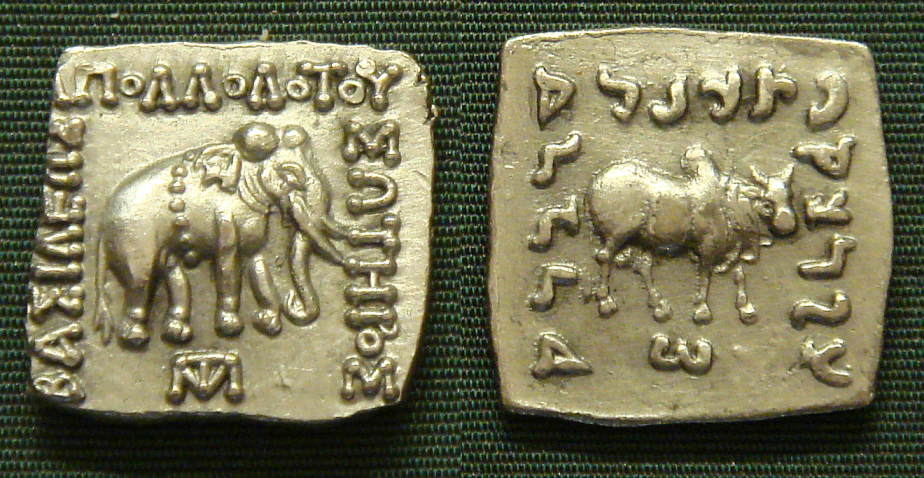
Munt van de Indo-Griekse koning Apollodotos I (rond 170 v.Chr.), met inscripties in zowel het Griekse als Kharosthi-schrift.

In het jaar 185 v.Chr. kwam een einde aan deze situatie. In dat jaar werd de laatste Mauryakeizer vermoord en opgevolgd door zijn generaal Pusyamitra, de stichter van de Shungadynastie. Tegelijkertijd viel de Grieks-Bactrische koning Demetrios I India binnen, mogelijk gebruik makend van de verwarring. Een andere mogelijke aanleiding van het conflict was wellicht dat de Shunga's boeddhisten en Grieken als heidenen en kastelozen beschouwden. Pusyamitra Shunga was in tegenstelling tot de Maurya's een devoot aanhanger van het brahmanisme. Er bestaan enige aanwijzingen dat de Shunga's boeddhisten vervolgden. Misschien was de bevrijding van de langs de Indus wonende Griekse kolonisten daarom een van de motieven voor Demetrios om India binnen te vallen. Hoe het ook zij, Demetrios rukte ver in het Shungarijk op, maar was gedwongen terug te keren naar Bactrië, omdat daar tijdens zijn afwezigheid een opstand was uitgebroken. Hij zou op de terugweg zijn vermoord of omgekomen.
Na Demetrios' dood bevochten zijn opvolgers elkaar en viel zijn rijk uiteen in verschillende delen. Het Bactrische kerngebied was door de interne troonstrijd zodanig verzwakt dat de door Demetrios veroverde Indiase gebieden zich redelijk makkelijk konden afscheiden. Deze kwamen onder bevel te staan van Apollodotos I (ongeveer 180 - 160 v.Chr.) en later Menander I (ongeveer 165 - 130 v.Chr.). Menander zette de oorlog tegen de Shunga's voort en stootte ver door naar het oosten, vermoedelijk tot in de buurt van Pataliputra, de aan de Ganges gelegen hoofdstad van het Shungarijk. Maar dit enorme diep in het Indische subcontinent gelegen gebied was niet blijvend onder controle te houden. Hij trok zich terug en regeerde uiteindelijk over een rijk dat zich uitstrekte van Gandhara in het noorden tot het gebied rond de delta van de Indus en het schiereiland Saurashtra in het zuiden. Hij bekeerde zich waarschijnlijk tot het boeddhisme en financierde kloosters en centra van kennis in zijn rijk. 
Over wat er na Menanders dood gebeurde is weinig met zekerheid bekend. Grieks-Romeinse bronnen over de Indo-Grieken zijn er maar weinig overgeleverd en ook Indische bronnen spreken slechts beperkt over de gebeurtenissen. Van vondsten van oude munten zijn de namen van verschillende koningen (en een regerende koningin, Agathokleia) bekend. Mogelijk waren sommige van deze koningen elkaars rivalen of vazallen. Deze heersers wisten het Indo-Griekse gebied rond de Indus niet blijvend naar het oosten uit te breiden. Wel werd er intensief gehandeld met de Hindoestaanse rijken en ook via de Perzische Golf en Arabische Zee met de Hellenistische wereld rond de Middellandse zee. Vanuit het noorden vielen vanaf 150 v. Chr. nomadische invallers de oostelijke Hellenistische rijken binnen, zoals de Indo-Scythen, de Yuezhi en (na het jaar 0) de Indo-Parthen. Rond 85 v.Chr. kreeg de Indusvlakte zijn eerste Indo-Scythische koning, Maues. Er volgde een eeuw waarin Indo-Griekse en Indo-Scythische heersers gelijktijdig over verschillende gebiedjes regeerden. De laatste Indo-Griekse heerser, Strato II, werd uiteindelijk rond 10 n.Chr. door de Indo-Scythische vorst Rajavula verslagen.
Griekse gemeenschappen bleven in het noordwesten van India ook onder de daaropvolgende Indo-Parthen en Kushana's bestaan. In de 10e eeuw werden bepaalde stammen in dit gebied nog "Yavana's" (Grieken) genoemd.

## Culturele invloed in India
Gedurende de twee eeuwen van hun heerschappij vermengden de Indo-Griekse koningen de Griekse en Hindoestaanse talen en symbolen, zoals te zien op munten. De Griekse, hindoeïstische en boeddhistische religies mengden zich onder hun heerschappij. Er zijn diverse aanwijzingen dat de Indo-Griekse koningen het boeddhisme aanhingen of ten minste steunden. De verspreiding van de Indo-Griekse cultuur heeft met name door de Grieks-boeddhistische kunst invloed gehad op de cultuur van het zuiden van Azië.